# Hojai
Hojai là một thành phố và là nơi đặt ban đô thị (municipal board) của quận Nagaon thuộc bang Assam, Ấn Độ.

## Địa lý
Hojai có vị trí 26°00′B 92°52′Đ / 26°B 92,87°Đ Nó có độ cao trung bình là 59 mét (193 feet).

## Nhân khẩu
Theo điều tra dân số năm 2001 của Ấn Độ, Hojai có dân số 35.722 người. Phái nam chiếm 53% tổng số dân và phái nữ chiếm 47%. Hojai có tỷ lệ 78% biết đọc biết viết, cao hơn tỷ lệ trung bình toàn quốc là 59,5%: tỷ lệ cho phái nam là 83%, và tỷ lệ cho phái nữ là 74%. Tại Hojai, 11% dân số nhỏ hơn 6 tuổi.